# لنارت ساموئلسون
لنارت ساموئلسون (سوئدی: Lennart Samuelsson; ۷ ژوئیهٔ ۱۹۲۴ – ۲۷ نوامبر ۲۰۱۲) بازیکن و مربی فوتبال اهل سوئد بود.
از باشگاه‌هایی که در آن بازی کرده‌است می‌توان به باشگاه فوتبال الفسبورگ و باشگاه فوتبال نیس اشاره کرد.
وی همچنین در تیم ملی فوتبال سوئد بازی کرده‌است.
وی در مسابقات کشوری و بین‌المللی در مجموع برندهٔ ۱ مدال برنز شده‌است.